# Karlovy lázně
Karlovy lázně je dům z přelomu 14. a 15. století v Praze na Starém Městě, vedle Novotného lávky (současná adresa je Smetanovo nábřeží 198/1 a Novotného lávka 198/13). V minulosti budova sloužila jako lázně nebo kavárna, ale také zde měl například byt a vydavatelství Karel Havlíček Borovský. V roce 1848 budova vyhořela. Od roku 1999 je objekt využit jako hudební klub.